# Янув (Турецький повіт)
Янув (пол. Janów) — село в Польщі, у гміні Брудзев Турецького повіту Великопольського воєводства.
Населення — 237 осіб (2011).
У 1975-1998 роках село належало до Конінського воєводства.

## Демографія
Демографічна структура станом на 31 березня 2011 року:
|          | Загалом | Допрацездатний вік | Працездатний вік | Постпрацездатний вік |
| -------- | ------- | ------------------ | ---------------- | -------------------- |
| Чоловіки | 114     | 22                 | 79               | 13                   |
| Жінки    | 123     | 27                 | 69               | 27                   |
| Разом    | 237     | 49                 | 148              | 40                   |